# فرانك شيبارد
فرانك شيبارد هو لاعب هوكي الجليد كندي، ولد في 19 أكتوبر 1905 في مونتريال في كندا، وتوفي في 20 فبراير 1996.

## وصلات خارجية
- فرانك شيبارد على موقع دوري الهوكي الوطني (الإنجليزية)
- فرانك شيبارد على موقع قاعة مشاهير الهوكي (لاعب أن.إتش.أل) (الإنجليزية)
- فرانك شيبارد على موقع EliteProspects.com (الإنجليزية)
- فرانك شيبارد على موقع HockeyDB.com (الإنجليزية)
- فرانك شيبارد على موقع Hockey-Reference.com (الإنجليزية)